# 주디 뉴전트
주디 뉴전트(영어: Judy Nugent, 1940년 8월 22일 ~ )는 미국의 배우이다.
미국 캘리포니아주 로스앤젤레스에서 Lucille와 Carl Nugent의 딸로 태어났다.

## 영화
- 걸 모스트 라이크리 (1957년)
- 데어스 올웨이즈 터마로우 (1956년) - 프란시스 '프랭키' 그로브스 역
- 달려라 래시 (1954년)
- 거대한 강박관념 (1954년)
- 외야의 천사들 (1951년)